# تشارلز إليس (لاعب كرة قدم)
تشارلز إليس (بالإنجليزية: Charles Ellis)‏ هو لاعب كرة قدم أمريكي، ولد في القرن 19، وتوفي في القرن 20.